# Cerkiew Fiodorowskiej Ikony Matki Bożej w Jarosławiu

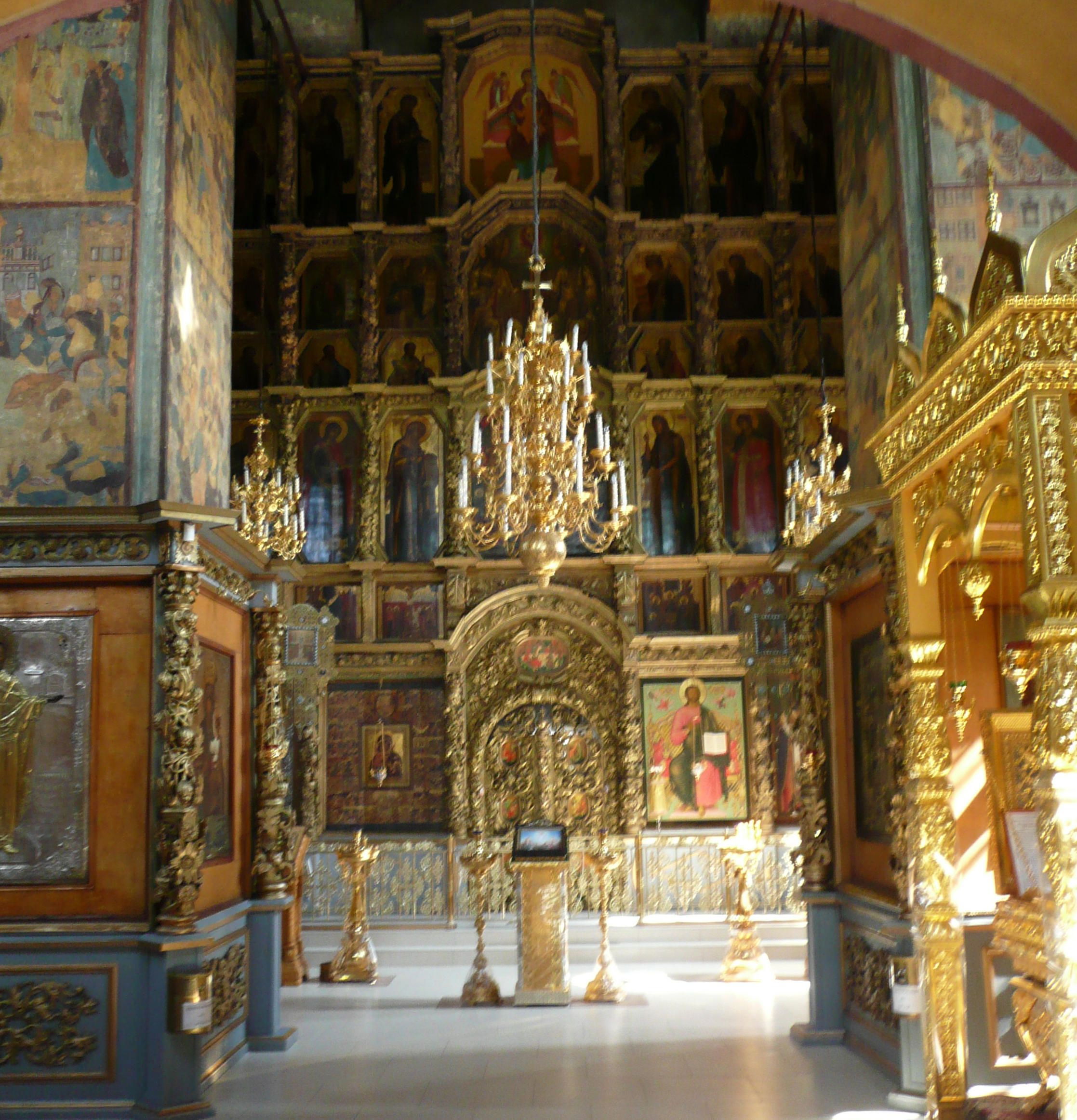
Nawa i ikonostas cerkwi

Cerkiew Fiodorowskiej Ikony Matki Bożej – prawosławna cerkiew w Jarosławiu.

## Historia
Cerkiew została wzniesiona w 1687 nad Kotoroślą, na terenie słobody Tołczkowo, największej i najzamożniejszej słobody w XVII-wiecznym Jarosławiu. Jej fundatorami, jak również wykonawcami większości prac budowlanych, byli miejscowi rzemieślnicy trudniący się wytwarzaniem wyrobów skórzanych. O powstaniu świątyni oraz sąsiadującej z nią cerkwi św. Mikołaja opowiada anonimowa „Powiest' o postrojenii Nikolskoj i Fiodorowskoj cerkwiej”. Zapisano w niej, że wzorem dla świątyni była cerkiew Wniebowstąpienia Pańskiego w słobodziej Kondakowej. W 1705 do obiektu wstawiono ikonostas wykonany przez Wasilija Komara i Stiepana Woronego, z ikonami jarosławskiego ikonografa Hilariona i kostromskiego mistrza Gurija Nikitina. Freski we wnętrzu świątyni wykonali Fiodor Fiedorow i Fiodor Ignatjew z zespołem pomocników. Dekoracja malarska w znacznej mierze nawiązuje do wezwania obiektu, ukazując dzieje Fiodorowskiej Ikony Matki Bożej, chwałę Matki Bożej i cuda, do których doszło za pośrednictwem ikony, w tym sceny zwycięstw wojennych. Kolejne freski ukazują m.in. objawienie się ikony na sośnie, zwycięstwo nad Batu chanem, pożar Kostromy podczas walk z Mongołami, ocalenie Moskwy przed Tamerlanem, oblężenie monasteru Kijowsko-Pieczerskiego przez Litwinów, wyzwolenie Konstantynopola. Malowidła charakteryzuje znaczna dbałość o szczegóły. W 1736 budynek rozbudowano o obszerny przedsionek i galerię. Jeszcze później dostawiono drugi ołtarz, położony od strony południowej.
Cerkiew Fiodorowskiej Ikony Matki Bożej była jedyną świątynią w Jarosławiu, która w okresie ZSRR nie była zamykana i stale pozostawała czynna. Dzięki temu bez strat przetrwał sam budynek i częściowo także jego wyposażenie, w tym ikona Chrystusa Pantokratora z ikonostasu, napisana przez Gurija Nikitina. Po zniszczeniu soboru Zaśnięcia Matki Bożej w Jarosławiu świątynia stała się soborem katedralnym eparchii jarosławskiej. Sobór Zaśnięcia Matki Bożej został odbudowany w 2010 i ponownie zaczął pełnić funkcje katedry eparchialnej. Przy cerkwi Fiodorowskiej Ikony Matki Bożej nadal znajduje się jednak rezydencja biskupia.
Szczególną cechą architektury cerkwi są proporcje między jej kopułami a główną bryłą budynku. Podczas gdy wysokość samej nawy wynosi czternaście metrów, usytuowana na niej na bębnie cebulasta kopuła wznosi się na wysokość 22 metrów (bez krzyża), znacznych rozmiarów są również pozostałe cztery kopuły. Bębny, na których umieszczono kopuły, są bogato zdobione fryzami i rzędami kolumienek i arkadek, wykuto w nich ponadto wąskie okna.
W latach 1952–1956 w cerkwi służył hieromnich Nikodem (Rotow), późniejszy metropolita leningradzki. W sąsiedztwie budynku znajdują się groby biskupów jarosławskich Jana i Micheasza.